# Susa (Olaszország)
Susa (ejtsd: [szúza], franciául Suse) olasz község (comune) a Piemont régióban. 2008-ban 6760 lakosa volt.

## Elhelyezkedése
Susa Torinótól 53 km-re nyugatra, a francia határ közelében, a Susai-völgyben helyezkedik el.

## Története

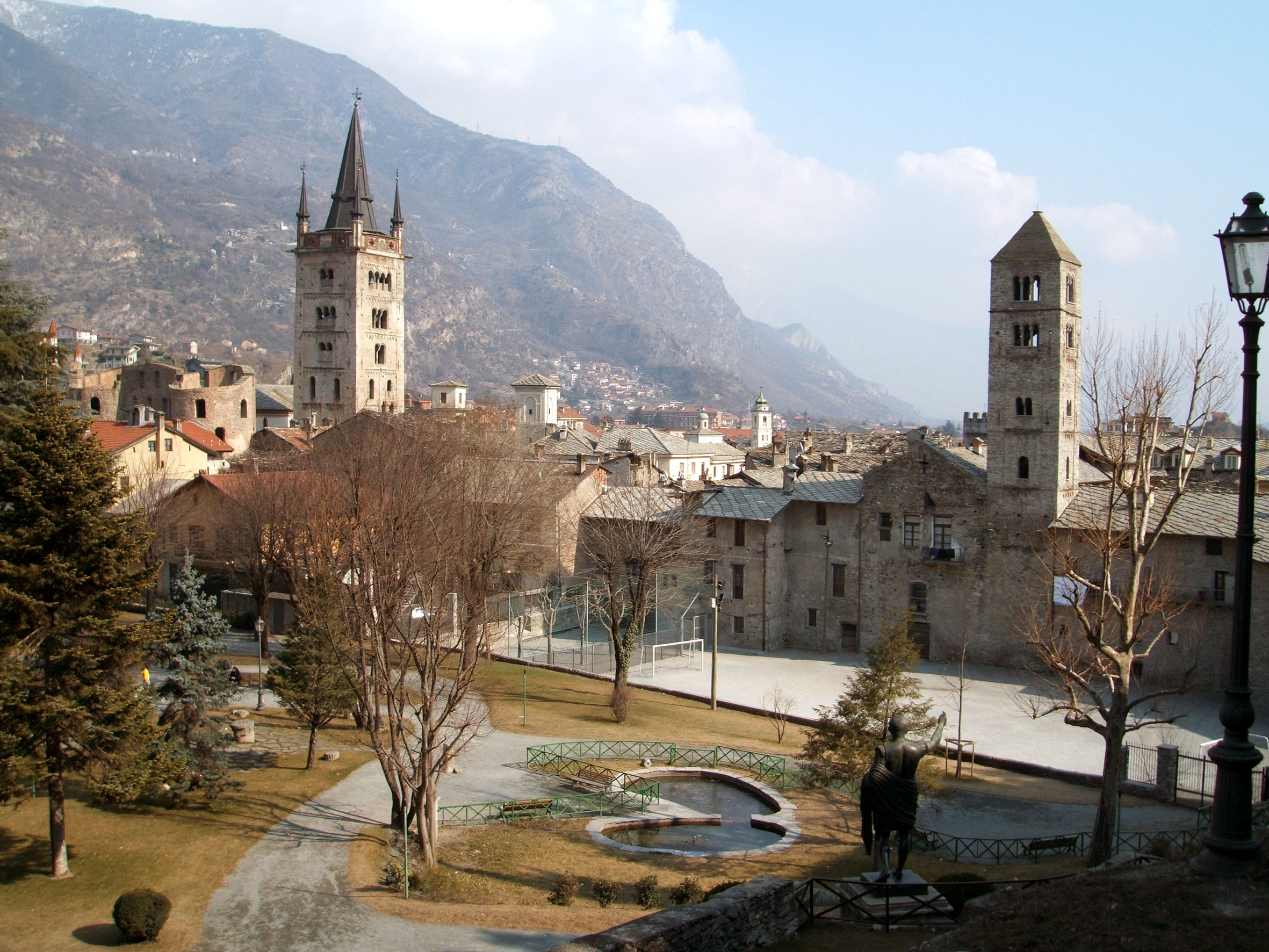
Susa

A község eredetéről többféle feltevés is létezik, de a terület első lakosai majdnem biztosan a ligurok voltak, akiket az i. e. 5. században a kelták követtek. Később, Iulius Caesar idejében a rómaiak őket is leigázták. A császár később egy, a falu számára előnyös szövetséget kötött királyukkal, Donnóval. Nem sokkal később felépült Augustus császár diadalíve is. A településnek ekkor még Segusium volt a neve, és az Alpes Cottiae nevű római provincia központja volt.
A főtér, a Piazza Savoia és környéke rengeteg római kori leletet megőrzött. A település Napóleon megszállása idején városi rangot is kapott.

## Közlekedés

### Vasúti
A településnél lesz majd a jövőbeli Mont d’Ambin-bázisalagút olaszországi bejárata.

## Látnivalók
- Amfiteátrum
- Augustus császár diadalíve
- Susai Adelaide kastélya
- Cattedrale di San Giusto
- San Francesco konvent
- Porta Savoia

## Gasztronómia
Közismert termékei a gesztenye, eredetvédett susa-völgyi borok és a focaccia.

## A község szülöttei
- Pietro Cambiani, boldoggá avatott katolikus pap
- Vittorio Meano, a Teatro Colón egyik építésze

## Testvérvárosok
- Paola
- Briançon
- Barnstaple

## Külső hivatkozások
- Képek Susáról
- Associazione Astrofili Segusini